# كينجي أوكاموتو
كينجي أوكاموتو (باليابانية: 岡本 賢二) (مواليد 15 مايو 1971)، هو لاعب كرة قدم ياباني سابق كان يلعب كمهاجم.

## وصلات خارجية
- كينجي أوكاموتو على موقع عالم كرة القدم.نت (الإنجليزية)